# Kubok Rossii 1997-1998
La Coppa di Russia 1997-1998 (in russo Кубок России?, Kubok Rossii) è stata la 6ª edizione del principale torneo a eliminazione diretta del calcio russo. Il torneo è iniziato il 2 maggio 1997 ed è terminato il 7 giugno 1998, con la finale giocata allo Stadio Lužniki di Mosca. Lo Spartak Mosca ha vinto la coppa, la seconda della sua storia, battendo in finale la Lokomotiv Mosca, che ha giocato la sua terza finale consecutiva.

## Formula
La Coppa si dipanava su 9 turni, tutti disputati in gara unica: in caso di parità al termine dei novanta minuti venivano disputati i tempi supplementari; in caso di ulteriore parità venivano effettuati i tiri di rigore.
Su 22 squadre della Pervaja liga 1997 18 entrarono in scena al secondo turno, mentre altre quattro esordirono al terzo turno.
Delle diciotto squadre della Vysšaja Liga 1997, invece, Šinnik e Fakel Voronež (due delle tre neo promosse) entrarono in gioco nel quarto turno, mentre le restanti sedici solo a partire dal quinto turno (i sedicesimi di finale), giocando tutte fuori casa.

## Primo Turno
Le partite furono disputate tra il 2 e il 5 maggio 1997.
| Squadra 1                   | Risultato       | Squadra 2                  |
| --------------------------- | --------------- | -------------------------- |
| Tom' Tomsk                  | 4 – 1           | Kuzbass Kemerovo           |
| Metallurg Krasnojarsk       | 3 – 2 (dts)     | Viktoria Nazarovo          |
| Mezhdurechensk              | 0 – 1           | Metallurg-ZAPSIB           |
| Ėnergetik Uren'             | 2 – 0           | Chimik Dzeržinsk           |
| Dinamo Barnaul              | 3 – 1           | Torpedo Rubcovsk           |
| Samotlor-XXI                | 3 – 0           | Irtyš Tobol'sk             |
| Sinamo Omsk                 | 2 – 0           | Čkalovec                   |
| Zenit Penza                 | 1 – 0           | Biokhimik-Mordovia Saransk |
| Volochanin Vyshniy-Volochek | 2 – 1 (dts)     | Gatchina                   |
| Volga Ul'janovsk            | 1 – 0           | Sodovik                    |
| Trubnik Kamensk-Uralksiy    | 2 – 0           | Dinamo Perm                |
| Тorpedo-Viktorija           | 2 – 0           | Svetotechnika Saransk      |
| Spartak Kostroma            | 0 – 6           | Dinamo Vologda             |
| Saljut Belgorod             | 1 – 0           | Iskra Ėngel's              |
| Progress Zelenodolsk        | 0 – 0 (5-3 dcr) | Torpedo Pavlovo            |
| Neftjanik Jaroslavl'        | 2 – 0           | Volga Tver'                |
| Neftjanik Buguruslan        | 2 – 1           | Neftyanik Pokhvistnevo     |
| Metiznik Magnitogorsk       | 1 – 4           | Nosta Novotroick           |
| Metallurg Vyksa             | 2 – 1           | Torpedo Arzamas            |
| Gazovik Orenburg            | 0 – 0 (2-4 dcr) | Magnitka                   |
| Elektron Vyatskie-Polyany   | 1 – 0           | Zenit Iževsk               |
| Dinamo Machačkala           | [ 2 ]           | Derbent                    |
| Družba Joškar-Ola           | 0 – 3           | Rubin                      |
| Volga Balakovo              | 0 – 2           | Torpedo-ZIL                |
| Sportakademklub             | 0 – 3           | Spartak-Orechovo           |
| Roda Mosca                  | 5 – 1           | Monolit Mosca              |
| Čertanovo                   | 3 – 4           | Asmaral                    |

## Secondo turno
Le partite furono disputate tra il 15 e il 16 maggio 1997. Entrarono in gioco tutte le squadre provenienti dalla Pervaja liga 1997, ad eccezione di Dinamo Stavropol', Kuban', Lokomotiv San Pietroburgo ed Uralan.
| Squadra 1                   | Risultato       | Squadra 2                 |
| --------------------------- | --------------- | ------------------------- |
| Zenit Penza                 | 3 – 1 (dts)     | Ėnergija Kamyšin          |
| Volochanin Vyshniy-Volochek | 2 – 2 (4-2 dcr) | Dinamo San Pietroburgo    |
| Volga Ul'janovsk            | 2 – 0           | Lada Dimitrovgrad         |
| Uralec-TS Nižnij Tagil      | 0 – 1           | Neftechimik               |
| UralAZ Miass                | 0 – 0 (2-4 dcr) | Sibir' Kurgan             |
| Trubnik Kamensk-Uralksiy    | 0 – 3           | Uralmaš                   |
| Torpedo-ZIL                 | 2 – 1           | Salyut Saratov            |
| Тorpedo-Viktorija           | 2 – 2 (2-3 dcr) | Metallurg Vyksa           |
| Torpedo Vladimir            | 1 – 2           | Tekstilščik Ivanovo       |
| Torpedo Taganrog            | [ 3 ]           | Avangard-Kolos Taganrog   |
| Torgmaš Ljubercy            | 2 – 1           | Fabus Bronnicy            |
| Titan Reutov                | 1 – 1 (1-4 dcr) | Spartak Ščëlkovo          |
| Stroitel Morshansk          | 2 – 1           | Spartak Rjazan'           |
| Spartak-Orechovo            | 1 – 2           | Roda Mosca                |
| Spartak-Bratskiy Yuzhnyi    | 2 – 1           | Torpedo Volžskij          |
| Spartak Tambov              | 0 – 1           | Metallurg Lipeck          |
| Spartak Nal'čik             | 4 – 2           | Nart Čerkessk             |
| Rubin                       | 3 – 1           | Progress Zelenodolsk      |
| Rotor-2 Mikhailovka         | 1 – 0           | Volgar'-Gazprom           |
| Olimp Kislovodsk            | 1 – 3 (dts)     | Družba Majkop             |
| Nosta Novotroick            | 5 – 0           | Magnitka                  |
| Niva Slavyansk-na-Kubani    | 3 – 1           | Spartak Anapa             |
| Neftyanik Bugulma           | 3 – 2           | Lada-Togliatti-VAZ        |
| Nart Nartkala               | 0 – 2           | Avtozapčast' Baksan       |
| Mosėnergo                   | 4 – 1           | Avtomobilist Noginsk      |
| Metallurg Krasny Sulin      | 3 – 1           | Šachtër Šachty            |
| Mašinostroitel' Pskov       | 0 – 3           | CSK VVS Kristall Smolensk |
| Luch Tula                   | 0 – 4           | MČS-Seljatino             |
| Lokomotiv Elec              | 3 – 2           | Lokomotiv Liski           |
| Lokomotiv Mineral'nye Vody  | 1 – 6           | Torpedo Armavir           |
| Lokomotiv Kaluga            | 2 – 0           | Spartak Bryansk           |
| Kuban' S.n.K.               | [ 4 ]           | Dinamo-Zhemchuzhina-2     |
| Kosmos Dolgoprudnyj         | 6 – 0           | Krasnogvardeyets Mosca    |
| Kavkazkabel' Prochladnyj    | 2 – 1 (dts)     | Angušt Nazran'            |
| Volgodonsk                  | 0 – 2           | SKA Rostov                |
| Orël                        | 3 – 1           | Don Novomoskovsk          |
| Mozdok                      | 0 – 0 (0-3 dcr) | Avtodor Vladikavkaz       |
| Kolomna                     | 1 – 2           | Saturn                    |
| Ėnergija Čajkovskij         | 2 – 2 (4-2 dcr) | Gazovik-Gazprom           |
| Ėnergetik Uren'             | 1 – 4           | Sokol Saratov             |
| Elektron Vyatskie-Polyany   | 0 – 1           | Amkar Perm'               |
| Dinamo Machačkala           | 0 – 4           | Anži                      |
| Dinamo Brjansk              | 3 – 0           | Industriya Obninsk        |
| Dinamo Vologda              | 2 – 0           | Neftjanik Jaroslavl'      |
| Beshtau Lermontov           | 0 – 2           | Ėnergija Pjatigorsk       |
| Avangard Kursk              | 0 – 1           | Saljut Belgorod           |
| Asmaral                     | 3 – 4           | Arsenal Tula              |
| Zvezda Irkutsk              | 4 – 2 (dts)     | Angara Angarsk            |
| Tom' Tomsk                  | 5 – 1           | Metallurg Krasnojarsk     |
| Selenga                     | 2 – 3           | Lokomotiv Čita            |
| Okean                       | 1 – 3           | Luč Vladivostok           |
| Metallurg-ZAPSIB            | 1 – 0           | Zarja Leninsk-Kuzneckij   |
| Dinamo Barnaul              | 4 – 0           | Dinamo Omsk               |
| Amur-Ėnergija Blagoveščensk | 0 – 2           | SKA-Chabarovsk            |
| Samotlor-XXI                | 3 – 1           | Irtyš Omsk                |

## Terzo turno
Tutte le partite furono disputate tra il 16 giugno 1997. Entrarono in gioco le restanti quattro squadre di Pervaja liga 1997: Dinamo Stavropol', Kuban', Lokomotiv San Pietroburgo ed Uralan.
| Squadra 1                 | Risultato       | Squadra 2                   |
| ------------------------- | --------------- | --------------------------- |
| Uralmaš                   | 1 – 1 (5-3 dcr) | Amkar Perm'                 |
| Torpedo-ZIL               | 1 – 5           | Uralan                      |
| Torpedo Armavir           | 1 – 3           | Dinamo Stavropol'           |
| Tekstilščik Ivanovo       | 1 – 0           | Saturn                      |
| Stroitel Morshansk        | 1 – 2           | Mosėnergo                   |
| Spartak Ščëlkovo          | 1 – 2           | Kosmos Dolgoprudnyj         |
| Spartak Nal'čik           | 2 – 1           | Kavkazkabel' Prochladnyj    |
| Sokol Saratov             | 0 – 2           | Rubin                       |
| SKA Rostov                | 2 – 0           | Spartak-Bratskiy Yuzhnyi    |
| SKA-Chabarovsk            | 2 – 3           | Luč Vladivostok             |
| Sibir' Kurgan             | 0 – 2           | Volga Ul'janovsk            |
| Samotlor-XXI              | 2 – 1           | Dinamo Barnaul              |
| Nosta Novotroick          | 5 – 1           | Neftyanik Bugulma           |
| Niva Slavyansk-na-Kubani  | 1 – 2           | Kuban'                      |
| Neftechimik               | 4 – 0           | Ėnergija Čajkovskij         |
| Metallurg-ZAPSIB          | 0 – 1           | Tom' Tomsk                  |
| Metallurg Vyksa           | 1 – 1 (3-2 dcr) | Zenit Penza                 |
| Metallurg Lipeck          | 5 – 0           | Saljut Belgorod             |
| Metallurg Krasny Sulin    | 2 – 1           | Torpedo Taganrog            |
| MČS-Seljatino             | 3 – 1           | Torgmaš Ljubercy            |
| Lokomotiv Kaluga          | 0 – 4           | Lokomotiv S.P.              |
| Lokomotiv Čita            | 3 – 2 (dts)     | Zvezda Irkutsk              |
| Kuban' S.n.K.             | 3 – 1 (dts)     | Venets Gulkevichi           |
| Orël                      | 3 – 0 (dts)     | Lokomotiv Elec              |
| Dinamo Vologda            | 4 – 0           | Volochanin Vyshniy-Volochek |
| Družba Majkop             | 1 – 0           | Ėnergija Pjatigorsk         |
| CSK VVS Kristall Smolensk | 5 – 3           | Dinamo Brjansk              |
| Avtodor Vladikavkaz       | 1 – 2           | Avtozapčast' Baksan         |
| Arsenal Tula              | 4 – 0           | Roda Mosca                  |
| Anži                      | 4 – 2           | Rotor-2 Mikhailovka         |

## Quarto turno
Le partite furono disputate tra il 6 e il 21 luglio 1997. Entrarono in gioco Šinnik e Fakel Voronež provenienti dalla Vysšaja Liga 1997.
| Squadra 1           | Risultato       | Squadra 2                 |
| ------------------- | --------------- | ------------------------- |
| Volga Ul'janovsk    | 1 – 0           | Nosta Novotroick          |
| Uralan              | 2 – 0           | Anži                      |
| Tom' Tomsk          | 2 – 1           | Samotlor-XXI              |
| Tekstilščik Ivanovo | 0 – 1           | Orël                      |
| SKA Rostov          | 2 – 3           | Metallurg Krasny Sulin    |
| Rubin               | 3 – 0           | Metallurg Vyksa           |
| Neftechimik         | 5 – 0           | Uralmaš                   |
| Metallurg Lipeck    | 1 – 0           | Mosėnergo                 |
| MČS-Seljatino       | 1 – 0           | Kosmos Dolgoprudnyj       |
| Lokomotiv S.P.      | 1 – 2           | CSK VVS Kristall Smolensk |
| Kuban' S.n.K.       | 2 – 3           | Kuban'                    |
| Dinamo Vologda      | 0 – 1           | Šinnik                    |
| Dinamo Stavropol'   | 5 – 3           | Družba Majkop             |
| Avtozapčast' Baksan | 1 – 1 (4-3 dcr) | Spartak Nal'čik           |
| Arsenal Tula        | 2 – 0           | Fakel Voronež             |
| Luč Vladivostok     | 1 – 3 (dts)     | Lokomotiv Čita            |

## Sedicesimi di finale
Le partite furono disputate tra il 30 luglio e il 20 agosto 1997. A questo turno parteciparono le 16 squadre promosse dal turno precedente e le rimanenti 16 squadre militanti nella Vysšaja Liga 1997; queste ultime giocarono tutte fuori casa.
| Squadra 1                 | Risultato       | Squadra 2               |
| ------------------------- | --------------- | ----------------------- |
| Metallurg Krasny Sulin    | 0 – 2           | Spartak Mosca           |
| Uralan                    | 1 – 2           | Rotor                   |
| Tom' Tomsk                | 3 – 1           | Tjumen'                 |
| Avtozapčast' Baksan       | 1 – 3           | Alanija Vladikavkaz     |
| Volga Ul'janovsk          | 1 – 2           | Kryl'ja Sovetov Samara  |
| Šinnik                    | 2 – 3           | Zenit San Pietroburgo   |
| Rubin                     | 1 – 0           | Lokokomtiv Nižnij Novg. |
| Neftechimik               | 1 – 3           | KAMAZ-Čally             |
| Metallurg Lipeck          | 1 – 3           | Torpedo-Luzhniki        |
| MČS-Seljatino             | 1 – 2           | Dinamo Mosca            |
| Lokomotiv Čita            | 0 – 0 (3-4 dcr) | CSKA Mosca              |
| Kuban'                    | 2 – 1           | Černomorec Novorossijsk |
| Orël                      | 1 – 1 (0-3 dcr) | Lokomotiv Mosca         |
| Dinamo Stavropol'         | 3 – 0           | Žemčužina-Soči          |
| CSK VVS Kristall Smolensk | 2 – 2 (4-5 dcr) | Baltika                 |
| Arsenal Tula              | 3 – 0           | Rostsel'maš             |

## Ottavi di finale
Le partite furono disputate tra il 18 ottobre 1997 e il 23 marzo 1998.
| Squadra 1              | Risultato | Squadra 2             |
| ---------------------- | --------- | --------------------- |
| Rubin                  | 1 – 0     | Arsenal Tula          |
| Kryl'ja Sovetov Samara | 4 – 0     | Baltika               |
| Dinamo Mosca           | 3 – 1     | Dinamo Stavropol'     |
| CSKA Mosca             | 3 – 2     | Zenit San Pietroburgo |
| Spartak Mosca          | 6 – 0     | Kuban'                |
| Alanija Vladikavkaz    | 1 – 0     | Tom' Tomsk            |
| KAMAZ-Čally            | 3 – 4     | Rotor                 |
| Torpedo Mosca          | 0 – 2     | Lokomotiv Mosca       |

## Quarti di finale
Le partite furono disputate tra il 6 e il 21 maggio 1998.
| Squadra 1           | Risultato   | Squadra 2              |
| ------------------- | ----------- | ---------------------- |
| Spartak Mosca       | 2 – 0       | Kryl'ja Sovetov Samara |
| Lokomotiv Mosca     | 1 – 0       | Dinamo Mosca           |
| Rotor               | 5 – 3 (dts) | CSKA Mosca             |
| Alanija Vladikavkaz | 3 – 0       | Rubin                  |

## Semifinali
Le partite furono disputate il 27 e il 28 maggio 1998.
| Squadra 1       | Risultato | Squadra 2           |
| --------------- | --------- | ------------------- |
| Rotor           | 0 – 2     | Spartak Mosca       |
| Lokomotiv Mosca | 1 – 0     | Alanija Vladikavkaz |

## Finale
| Arbitro: | Ibragimov (Groznyj) |

|              |           |  |
| Tichonov 86’ | Marcatori |  |